# Ciclovía Marín
La Ciclovía Marín posee doble sentido de tránsito. Se encuentra ubicada en paralela a la Avenida Marín, en la comuna de Providencia. Podría considerarse como la extensión de las ciclovías Pocuro y la Ciclovía Puyehue-E. Blanco-P.León Gallo
Sólo interseca con la Ciclovía General Bustamante
La Ciclovía pasa por la vereda por lo que es muy segura y de aspecto agradable. Tiene abundantes árboles y vegetación alrededor. Parte desde la ciclovía del parque Bustamante, pero en su final en Avenida Salvador  no conecta directamente con la ciclovía de Pedro León Gallo, una cuadra al norte. 
Al llegar a Calle Condell se corta (la propia calle tiene un quiebre de dirección y cambia desde el sector norte de la calle al sector sur, aunque está correctamente señalizado.